# Miguel Martínez de Hoz
Miguel Florencio Martínez de Hoz (Buenos Aires, 14 de marzo de 1832 - Acayuazá, julio de 1868) fue un militar argentino que se destacó en la lucha contra los indígenas y en la Guerra del Paraguay, en la que murió luchando en el Combate de Acayuazá.

## Biografía

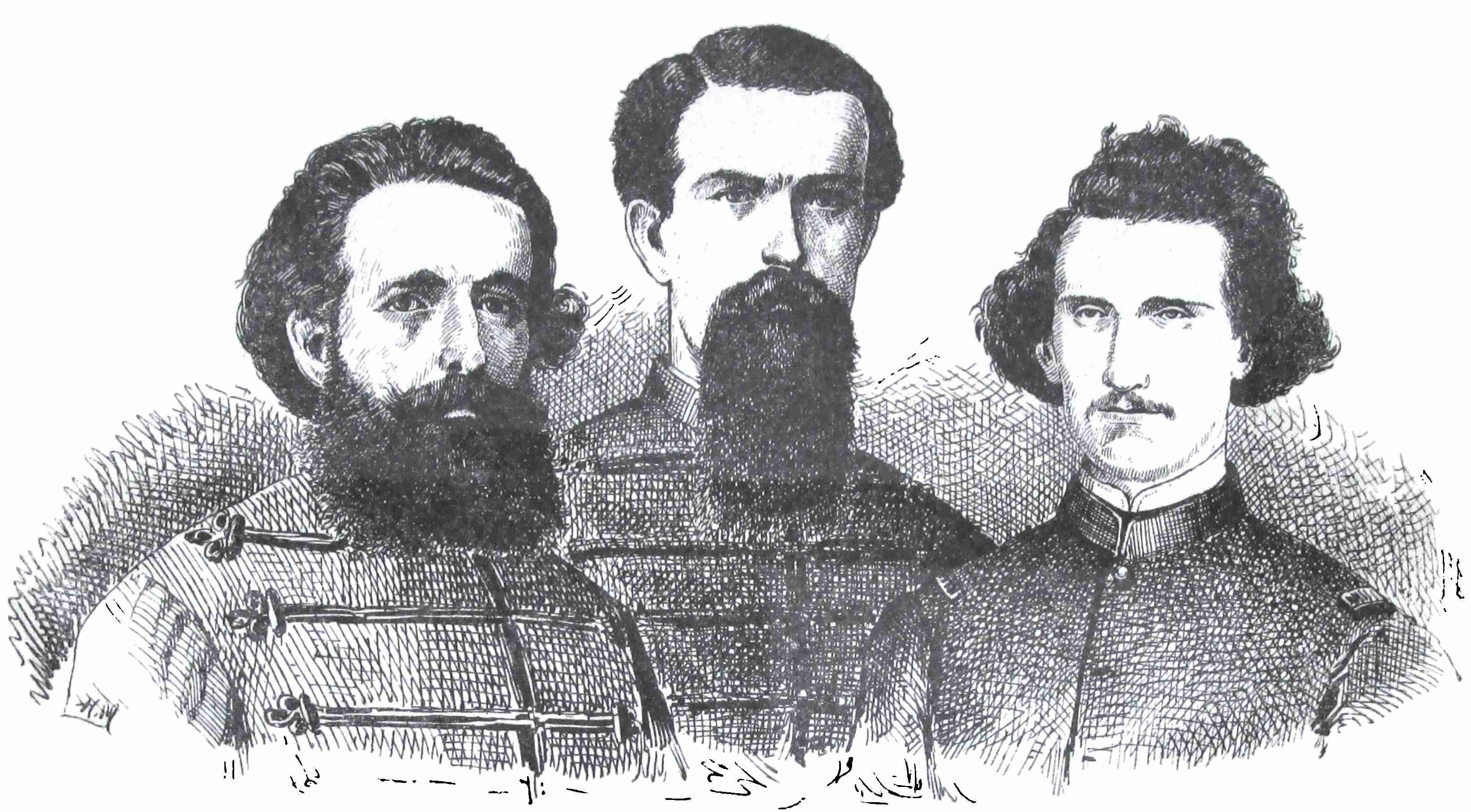
Comandantes Martinez de Hoz, Serrano y Carlos Keen.

Hijo de un poderoso estanciero y comerciante, siempre escribió su nombre y firmó como Miguel Martínez, pero sus jefes y subordinados lo citaron como "Martínez de Hoz". Después de cursar solamente estudios primarios, se dedicó a administrar las estancias familiares.
Se enroló en el ejército provincial poco después de la batalla de Caseros, en los cuerpos de la frontera con los indígenas. Luchó en la batalla de San Gregorio, en que los unitarios fueron vencidos por los federales del interior de la provincia de Buenos Aires, y participó de la defensa de la ciudad durante el sitio de Buenos Aires.
Obtuvo la baja a mediados de 1853, para dedicarse de lleno a su estancia y a la explotación de un saladero junto con el químico francés Antonio Cambaceres. Se estableció en Lobería, donde se dedicó a la ganadería y a la cría de caballos de carrera. Fue juez de paz de Lobería, y en 1859 fue nombrado comandante militar de Lobería. En la lucha contra los indígenas se destacó siempre por su valor y firmeza ante el peligro. Al producirse la derrota de Cepeda, sus milicianos se sublevaron, pero logró reducirlos.
En la campaña que desembocaría en la batalla de Pavón, organizó un gran contingente de milicianos, con los que cubrió casi toda la frontera sur, mientras las tropas de línea realizaban la campaña contra la Confederación Argentina. Poco después fue ascendido al rango de teniente coronel y puesto al mando de la línea de fronteras Costa Sur.
Al estallar la Guerra del Paraguay se presentó como voluntario al presidente Bartolomé Mitre, que lo nombró coronel de guardias nacionales; es decir, de tropas de milicias. Durante los combates en Paso de Patria – coincidentes con el inicio de la invasión al Paraguay – fue herido de gravedad, de modo que pasó muchos meses inactivo. Se reincorporó a tiempo para la batalla de Tuyutí, en la que también fue herido. Desde el hospital en que se recuperaba fue enviado a enfrentar a los federales de Cuyo, pero éstos fueron vencidos antes de que Martínez entrara en combate.

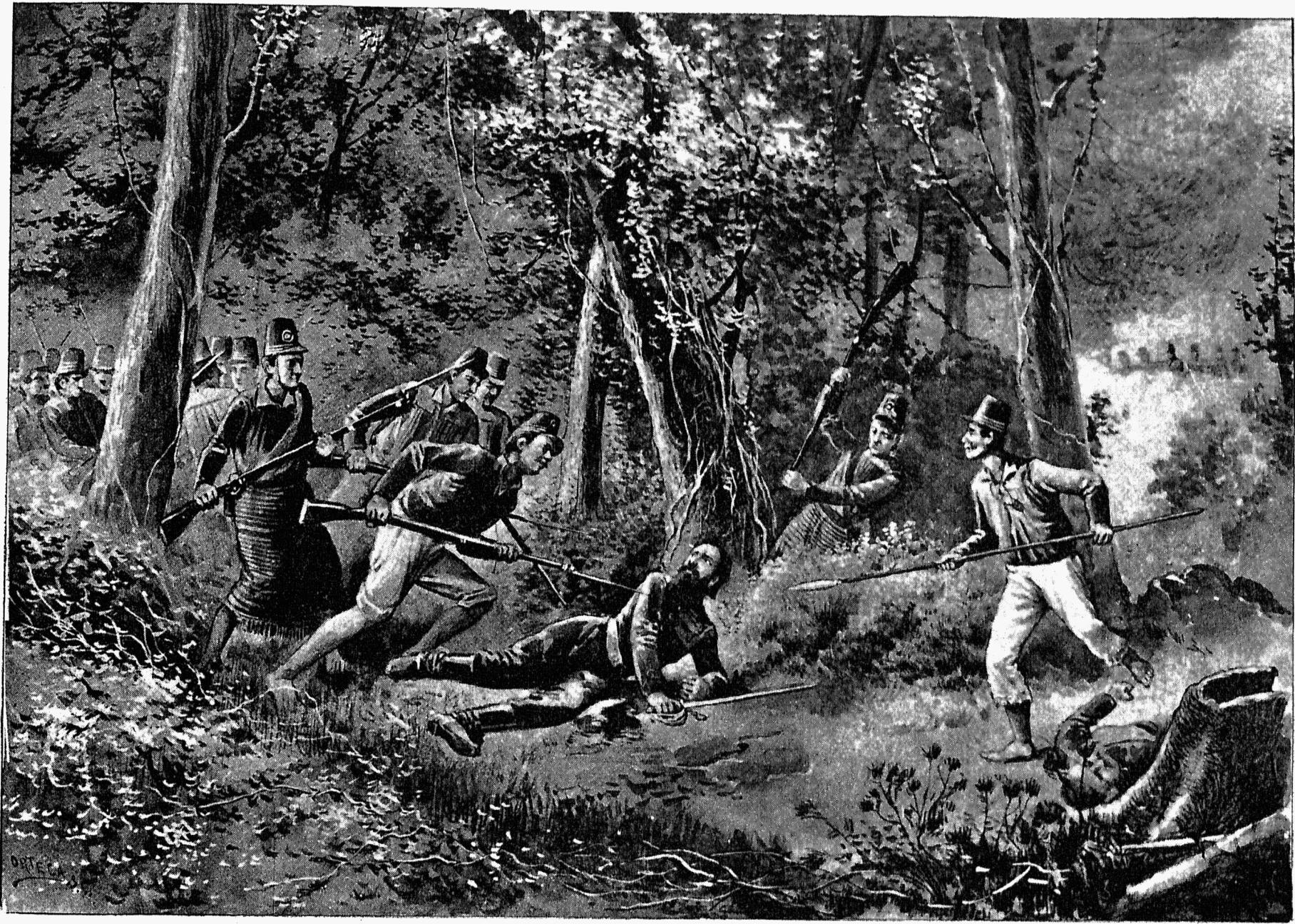
Muerte del Coronel Martinez de Hoz en Acayuazú.

Luchó en Yatay, Uruguaiana, Pehuajó y Paso de Patria. En esta última batalla fue herido de gravedad; tuvo que pasar un largo tiempo inactivo. Se reincorporó para la batalla de Tuyutí, donde volvió a ser herido. Desde el hospital fue mandado a la campaña contra los federales de Cuyo, pero no alcanzó a entrar en combate.
Regresó al frente después de la batalla de Curupaytí y participó en la captura de la Fortaleza de Humaitá. En todas estas batallas se destacó como un ejemplo de valor y hasta de temeridad.
Al iniciarse la campaña de avance sobre Asunción, su batallón y el del coronel Gaspar Campos fueron destacados a vigilar la batería de Timbó, al mando del Coronel Bernardino Caballero (después Presidente del Paraguay) en un lugar denominado Acayuazá (también conocido en la historiografía argentina como Reducto-Cue). Al intentar tomarla cayeron en una emboscada de Caballero en julio de 1868, muriendo más de la mitad de los argentinos, incluido el coronel Martínez de Hoz. Caballero usó su reloj hasta el final de la guerra, después de la cual se lo hizo llegar a la familia del héroe. El mismo trato tuvo con efectos del Coronel Gaspar Campos, que en esa acción cayo prisionero y murió semanas más tarde -de disentería- en Lomas Valentinas, asistido por él.